# Avenida Alabama (línea Jamaica)
La Avenida Alabama es una estación en la línea Jamaica del Metro de Nueva York de la B del Brooklyn–Manhattan Transit Corporation y el Independent Subway System. La estación se encuentra localizada en East New York, Brooklyn entre la Avenida Alabama y la Calle Fulton. La estación es servida en varios horarios por los trenes del Servicio  y .